# М'яз-натягувач широкої фасції стегна
М’яз-натягувач широкої фасції (m. tensor fasciae lаtaе)  має  видовжену  стрічкоподібну  форму.  М’яз розташований у сідничній ділянці і на бічній поверхні стегна, де залягає між поверхневою і глибокою пластинками широкої фасції стегна.
Початок: від зовнішньої губи клубового гребеня поблизу його верхньої передньої ості.
Прикріплення: на межі між верхньою і середньою третинами стегна м’яз вплітається в широку фасцію стегна  і  переходить в  клубово-гомілкове пасмо (trаctus iliotibiаlis) – пасмо Мессіа, що прикріплюється до бічного виростка великогомілкової кістки.
Функція: натягує широку фасцію стегна, зміцнює колінний суглоб у розігнутому положенні, згинає стегно в кульшовому суглобі та відводить його, згинає гомілку в колінному суглобі та обертає її назовні.
Кровопостачання: верхня сіднична артерія і бічна огинальна артерія стегна.
Іннервація: верхній сідничний нерв (L4 –S1 ).